# Valentia Island
Valentia Island (irisch: Dairbhre oder Oileán Dairbhre, englisch auch Valencia Island) ist eine von Europas westlichsten bewohnten Inseln. Sie liegt im Südwesten des County Kerry in Irland und hat 665 Einwohner (Stand 2011). Mit dem Festland ist Valentia in Portmagee über eine Brücke verbunden (51° 53′ N, 10° 22′ W). Außerdem gibt es zwischen April und September eine Fährverbindung von Reenard Point nach Knightstown (51° 56′ N, 10° 17′ W), der wichtigsten Siedlung der Insel. Die Insel ist 11 km lang und 3 km breit.
Eine Ringstraße erschließt die Insel. Während die südliche, die R565, die Verkehre aufnimmt, führt die nördliche, höher gelegene zu den Vorzeitdenkmälern (Menhire, Oghamsteinen und Wedge Tombs). Abzweige zur West- und Nordküste führen zu weiteren Plätzen.

## Name
Der irische Name der Insel, Dairbhre, bedeutet „Eichenhain“. Der englische Name ist eine Verballhornung des irischen Ortsnamens Béal Inse („Inselmund“) bzw. von Cuan Bhéil Inse („Hafen des Inselmunds“, engl. Valencia Harbour). Die irische Aussprache von Bhéil Inse, [veːlʲ ɪnʲʃə], ist ähnlich der englischen Aussprache der spanischen Stadt Valencia, so dass dieser Name im Englischen für die gesamte Insel Verwendung fand.

## Der Garten von Glanleam House

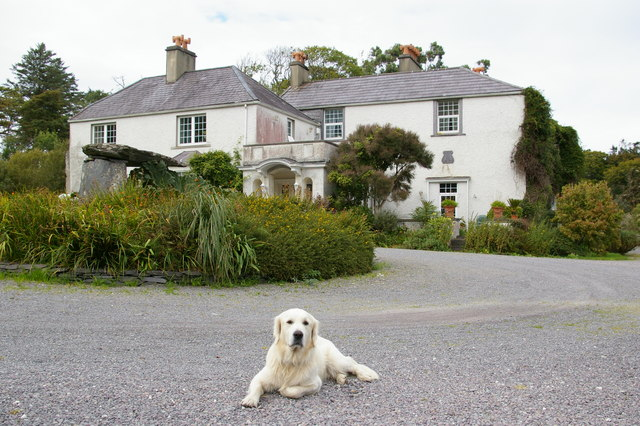
Glanleam House

Im Nordosten der Insel befindet sich das „Glanleam House“ (Teach Ghleann Laoim), dessen Garten viele subtropische Pflanzen aufweist. Vor den atlantischen Stürmen durch einen Gürtel von Bäumen und Höhenzügen geschützt, hat dieser Garten das mildeste Mikroklima in ganz Irland. In den 1830er Jahren begann Sir Peter George Fitzgerald, der 19. Knight of Kerry (1808–1880), den Garten zu bepflanzen. Vor allem die einzigartige Sammlung von seltenen und empfindlichen Pflanzen der südlichen Hemisphäre, die sonst auf den Britischen Inseln nur im Gewächshaus gedeihen, machen diesen Garten so einzigartig. Der Garten ist im naturalistischen Stil mit verschiedenen Wegen gestaltet. Die Pflanzen stammen aus Südamerika, Australien, Neuseeland und Japan. So gibt es Bananenstauden, Myrten, Palmen sowie den größten Baumfarn Europas. An den Garten wird außerdem mit der goldfarbigen Luma apiculata „Glanleam Gold“ erinnert, die zum ersten Mal in diesem Garten blühte.

## Mariengrotte

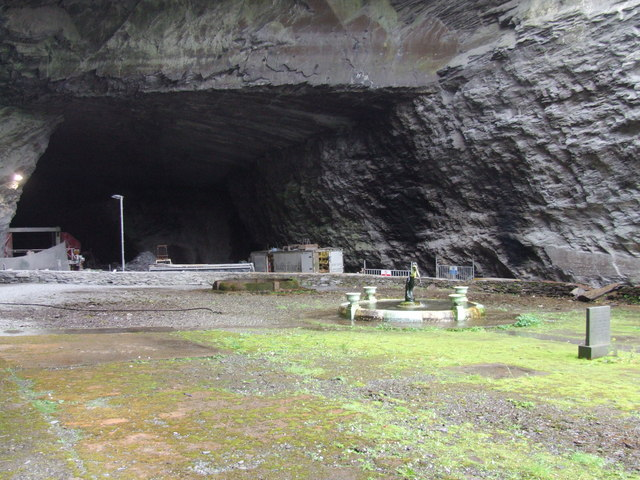
Mariengrotte

Eine weitere Attraktion der Insel ist die Mariengrotte in einem ehemaligen Steinbruch. Aus diesem wurden die Schiefer für das britische Houses of Parliament gewonnen. Im Jahr 1993 entdeckte ein Geologiestudent versteinerte Spuren von Landwirbeltieren. Die im Schlamm hinterlassenen Fußabdrücke hatten sich in den aus dem Devon stammenden Felsen erhalten. Vor etwa 385 Millionen Jahren war ein primitives Wirbeltier an einem schlammigen am Äquator gelegenen Sumpfland entlanggelaufen, der heute das südöstliche Irland bildet, und hatte Spuren wie in frischem Beton hinterlassen. Die Abdrücke wurden durch Schwemmsand erhalten und wurden im Laufe der Zeit zu Stein. Diese Abdrücke auf Valentia Island gehören zu den ältesten bekannten Fußspuren von Leben auf dem Land.

## Menhir von Glanleam

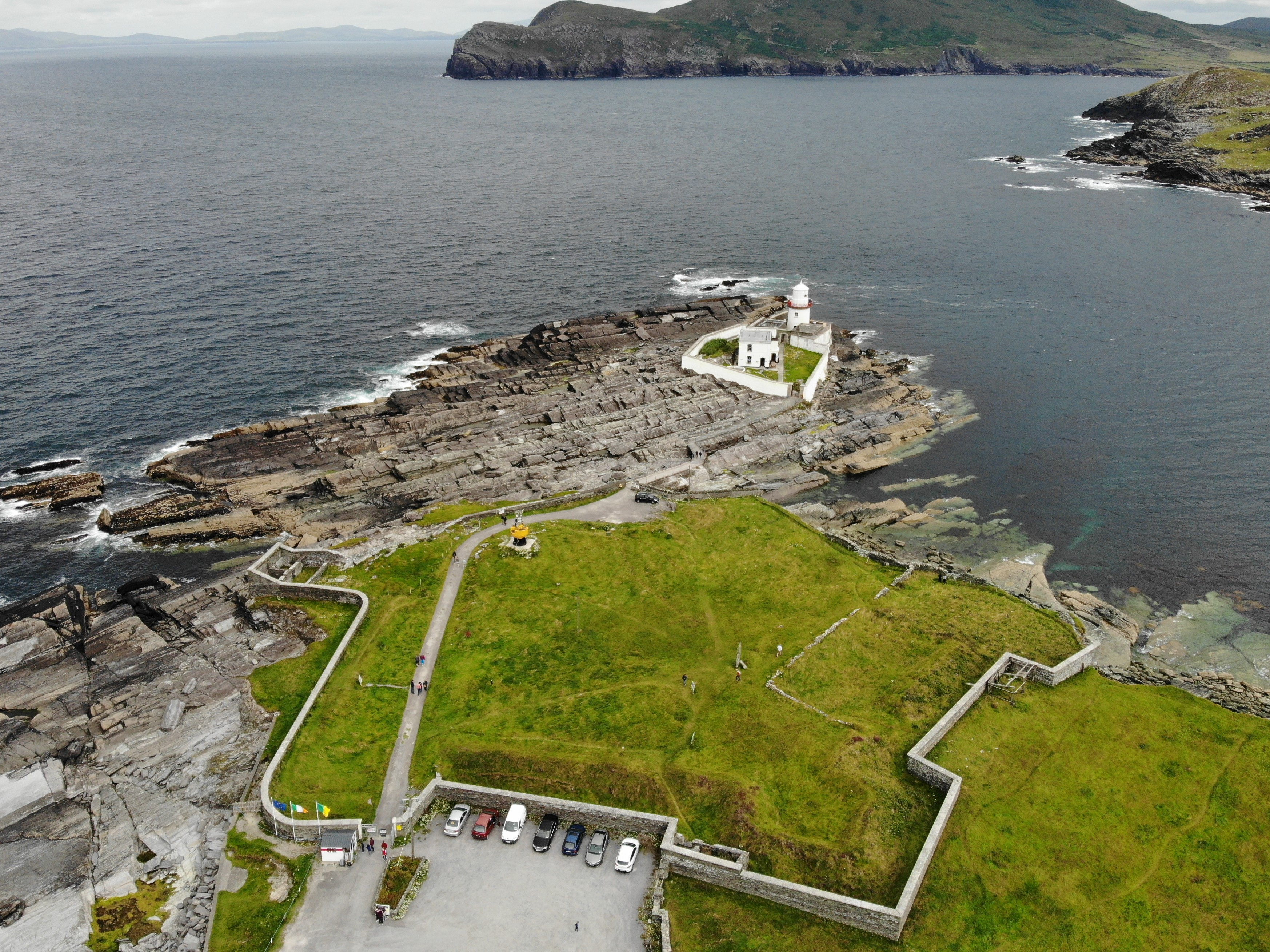
Menhir von Glanleam im Fort

Der Menhir von Glanleam steht in der Mitte eines Forts, nahe dem Cromwell Point und dessen Leuchtturm an einer der Nordspitzen von Valentia Island. Der auf der OS-Karte markierte, annähernd rechteckige Menhir (englisch Standing stone – irisch Gallaun) ist etwa 3,4 Meter hoch, 1,4 Meter breit und 0,4 m dick. Er ist im Grundriss annähernd trapezförmig und Nordost-Südwest orientiert. Einige Packsteine sind um seine Basis herum sichtbar. Eine 1,5 m lange Platte lehnt sich an seine Südostseite. Der Menhir steht aufrecht, obwohl Henriette Georgiana Marcia Chatterton (1806–1876) 1839 bemerkte, dass er „leicht zu bewegen war“. Eine Beobachtung, die die Existenz der stützenden Platte begründen kann.

## Transatlantikkabel
Valentia Island war östlicher Endpunkt des ersten Transatlantikkabels, welches 1857 zuerst verlegt, ab 1866 funktionstüchtig neu verlegt und dann bis 1966 benutzt wurde. Das erste funktionstüchtige Transatlantikkabel bestand aus einem elektrisch leitenden Strang von sechs Kupferdrähten, die um einen siebten herumgewunden waren. Darüber lagen zur Isolierung drei getrennte Schichten des in Asien gewonnenen Latexmaterials Guttapercha. Die Verbindung verlief zwischen Valentia Island und der Trinity Bay in Neufundland.

## Persönlichkeiten
- Maude Delap (1866–1953), Forscherin, lebte rund 80 Jahre auf Valentia Island

## Klimatabelle
|                       | Jan | Feb | Mär  | Apr  | Mai  | Jun  | Jul  | Aug  | Sep  | Okt  | Nov  | Dez  |   |      |
| Mittl. Tagesmax. (°C) | 9,4 | 9,3 | 11,1 | 12,5 | 14,8 | 16,8 | 17,7 | 18,2 | 16,8 | 14,2 | 11,5 | 10,1 | ⌀ | 13,6 |
| Mittl. Tagesmin. (°C) | 4,5 | 4,3 | 5,4  | 6,3  | 8,1  | 10,8 | 12,3 | 12,6 | 11,2 | 8,9  | 6,6  | 5,5  | ⌀ | 8,1  |
|                       |     |     |      |      |      |      |      |      |      |      |      |      |   |      |
| Niederschlag (mm)     | 164 | 123 | 121  | 77   | 89   | 80   | 73   | 112  | 125  | 154  | 147  | 159  | Σ | 1424 |
|                       |     |     |      |      |      |      |      |      |      |      |      |      |   |      |
| Sonnenstunden (h/d)   | 1,4 | 2,2 | 3,1  | 5,0  | 5,8  | 5,1  | 4,5  | 4,5  | 3,6  | 2,5  | 1,7  | 1,2  | ⌀ | 3,4  |
|                       |     |     |      |      |      |      |      |      |      |      |      |      |   |      |
| Regentage (d)         | 19  | 15  | 17   | 12   | 14   | 13   | 11   | 15   | 15   | 19   | 19   | 19   | Σ | 188  |
|                       |     |     |      |      |      |      |      |      |      |      |      |      |   |      |
| Wassertemperatur (°C) | 10  | 10  | 9    | 10   | 11   | 13   | 15   | 15   | 15   | 14   | 12   | 11   | ⌀ | 12,1 |
|                       |     |     |      |      |      |      |      |      |      |      |      |      |   |      |
| Luftfeuchtigkeit (%)  | 84  | 83  | 82   | 82   | 81   | 84   | 86   | 85   | 85   | 85   | 84   | 84   | ⌀ | 83,8 |

| 4,5 |

| 4,3 |

| 5,4 |

| 6,3 |

| 8,1 |

| 10,8 |

| 12,3 |

| 12,6 |

| 11,2 |

| 8,9 |

| 6,6 |

| 5,5 |

| 4,5 |

| 4,3 |

| 5,4 |

| 6,3 |

| 8,1 |

| 10,8 |

| 12,3 |

| 12,6 |

| 11,2 |

| 8,9 |

| 6,6 |

| 5,5 |

Auf der Insel liegt auch das Wedge Tomb von Cool East.